# Namaquanthus
Namaquanthus (лат.) — монотипный род суккулентных растений семейства Аизовые (Aizoaceae), подсемейства Ruschioideae, произрастающий на территории Капской провинции Южно-Африканской Республики.

## Название
Родовое латинское (научное) название Namaquanthus образовано от названия региона Намакваленд и греческого слова «anthos», — «цветок».
Из-за отсутствия официального русскоязычного названия рода в авторитетных источниках, вероятное произношение на русском языке может быть сформировано как «Намаквантус».

## Ботаническое описание
Namaquanthus vanheerdei — кустарник, достигающий высоты до +/- 30 см. Его ветви имеют короткие междоузлия диаметром до 15 мм и покрыты стойкими сухими листьями. Листья супротивные, от +/- теретных до субцилиндрических, простираются до +/- 60 мм в длину и 10 мм в диаметре. Они срастаются у основания и имеют гладкую поверхность.
Цветки одиночные, расположенные на верхушках побегов на цветоножках. Они двустворчатые, имеют диаметр до 60 мм и открываются с утра до вечера. Чашелистиков может быть 4(-6) и они неравные. Лепестки образуют 4 ряда: внешние узколопатчатые, а внутренние укорачиваются по направлению к центру цветка. Лепестки окрашены в пурпурный цвет. Нектарник представляет собой мелкозубчатое розовое кольцо. Рыльца (8-)12(-16) шиловидные и также окрашены в пурпурный цвет. Плод представляет собой (8-)12(-16)-гнездную коробочку, схожую с плодами рода Lampranthus. Она деревянистая и имеет округлую форму, створки плода узкие. Семена обладают выемчатыми сосочками и характеризуются очень большой длиной.

## Таксономия
Namaquanthus L.Bolus, первое упоминание в Notes Mesembryanthemum 3: 257. 1954.

### Виды
Согласно данным сайта WFO Plantlist на июнь 2023 года, род состоит из 1 вида:
- Namaquanthus vanheerdei L.Bolus

Один вид находится в стадии изучения и, возможно, связан с родом Namaquanthus:
- Namaquanthus cephalophylloides Klak